# Партізак
Партізак (вірм. Պարտիզակ) — село в марзі Арагацотн, на заході Вірменії.